# Castello di Crepacuore
Il castello di Crepacuore o di Crepacore (in latino medievale: Castrum Crepacordis) era una fortezza medievale situata sui monti Dauni, nell'Appennino meridionale. La sua funzione essenziale era il controllo del valico appenninico di San Vito lungo la via Francigena, un itinerario militare e religioso che nel medioevo collegava le 
principali città cristiane dell'Europa ai porti d'imbarco per la Terrasanta.

## Toponimo
Il toponimo Crepacuore o Crepacore è alquanto diffuso in Italia (anche nelle forme settentrionali Crevacuore, Crevalcore) e più ancora in Francia e Belgio (Crèvecœur) e risulta associato quasi sempre a luoghi fortificati di epoca medievale. Diverse ipotesi sono state formulate nel tentativo di svelare l'origine del toponimo, di sicura derivazione latina:
- da crepa(tum) corium (="cuoio screpolato") oppure da crepa(ta) cortis (="fattoria in rovina"), con riferimento a un luogo aspro o desolato;
- da crepa(t) cor(ium) (="strappa cuoio"), in relazione ad armamenti, trappole o strumenti di tortura presenti nella struttura o nelle adiacenze;
- da un soprannome personale derivante da crepa(tum) cor (="cuore infranto", riferentesi a chi ha patito gravi ferite o sofferenze) o viceversa da crepa(t) cor (="colui che colpisce al cuore", con riferimento a un guerriero abile nell'uso delle armi, o anche a un giustiziere);
- secondariamente dal cognome franco-normanno De Crèvecœur, a sua volta derivato dalla toponomastica.

## Territorio
La fortezza era ubicata sulla vetta del monte Castiglione (letteralmente "grande castello"), un'altura isolata dai fianchi dirupati situata a un'altitudine di 959 m s.l.m. nell'attuale territorio comunale di Faeto, in posizione baricentrica tra l'Appennino campano e il Tavoliere delle Puglie.
Alle falde settentrionali del maniero, distante meno di 100 m, transita la via Francigena che, in quel tratto, ripercorre i tracciati della via Traiana (una strada consolare romana) e del tratturello Camporeale-Foggia (un'antica via della transumanza).
Lungo la stessa via Francigena, a circa 400 m di distanza dalla fortezza (in direzione nord-est) e a 935 m di altitudine, vi si trova la fonte del torrente Celone (l'antico Aquilone) e l'attiguo casale Crepacore, detto anche San Vito perché in adiacenza vi è la cappella dedicata a san Vito martire (quest'ultima, ridottasi ormai a rudere nel corso del Novecento, fu poi ricostruita all'alba del III millennio).
In epoca contemporanea il toponimo Crepacore è comunque scomparso dalla toponomastica faetana, ma sopravvive nel vernacolo del limitrofo comune di Celle di San Vito per indicare una contrada distante poco più di 600 m (in direzione est-nord-est) dal casale e poco più di un 1 km dal sito dell'antico castello.

## Storia
Il maniero fu edificato, con ogni verosimiglianza, sulle rovine di un'antica fortificazione irpino-sannitica, ma l'epoca esatta della sua costruzione è ignota. Si sa però che fin dal 1024 il castello di Crepacuore, unitamente al casale omonimo e al territorio circostante, fu assegnato dagli imperatori bizantini Basilio e Costantino al vescovo di Troia (si noti che la via Francigena nell'Italia meridionale è attestata per la prima volta proprio a Troia e proprio nel 1024). Nel 1061, dopo l'avvenuta conquista normanna dell'Italia meridionale, papa Alessandro II confermava tale privilegio e riconosceva il possesso della piazzaforte al vescovo Stefano il Normanno e lo stesso fece nel 1100 il successore papa Pasquale II nei confronti di Uberto Cenomanico vescovo di Troia. Nei decenni successivi Crepacuore fu assegnato come feudo a Ugone di Castello Potone (l'attuale Castelpoto) il quale, ad ogni modo, nel 1133 elargì "la decima per tutte le piazze" (ossia la decima parte dei guadagni commerciali complessivi) al vescovo di Troia. Dopo Ugone fu re Ruggero II in persona ad appropriarsi della piazzaforte, la quale venne così ad essere integrata nella grancontea di Ariano che da Ripalonga (borgo medievale localizzato tra Orsara e Troia) si estendeva fino alle porte di Benevento.

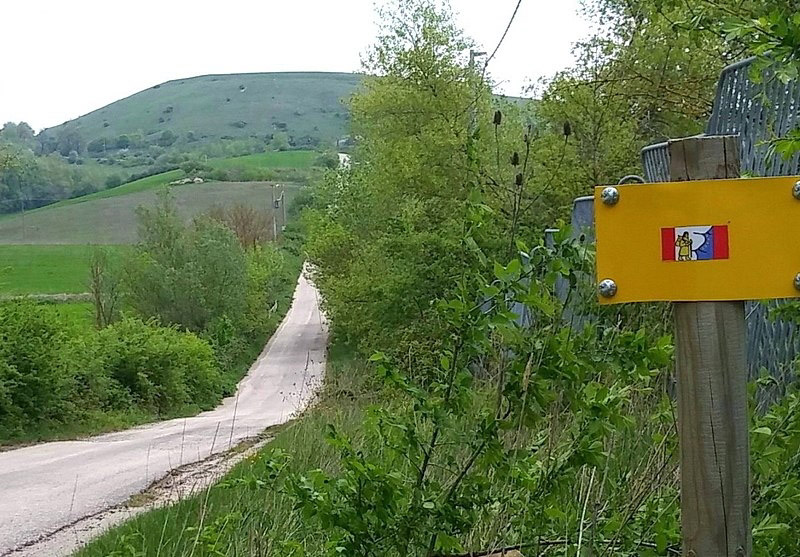
La via Francigena all'altezza del villaggio San Leonardo. Sullo sfondo l'altura di Crepacuore vista dal lato Ovest.

In quel periodo storico, caratterizzato da una fase di stabilità politica garantita dalle Assise di Ariano (gli statuti del Regno di Sicilia emanati tra il 1140 e il 1142), il castello di Crepacuore svolse egregiamente il suo ruolo di controllo dei traffici lungo la direttrice per l'oriente per merito dei cavalieri Gerosolimitani che ne detenevano il possesso. L'avvento della dinastia sveva produsse novità rilevanti per l'intera area, soprattutto dopo che nel 1220 venne a crearsi, a non molta distanza, l'insediamento musulmano di Lucera; tuttavia nei decenni successivi la sicurezza dei traffici lungo la via Francigena non poté più essere garantita a causa delle dure tensioni innescatesi tra il Papato e gli Svevi e delle concomitanti incursioni saracene: il castello cadde così in abbandono fino all'arrivo degli Angioini. Fu infatti re Carlo I d'Angiò che, comprendendo il valore strategico della piazzaforte, ordinò una leva di massa dall'intera contea di Ariano pur di restaurare il castello al fine di scongiurare ulteriori scorrerie da parte dei Saraceni; questi ultimi, arroccatisi ormai a Lucera, furono peraltro definitivamente sottomessi il 27 agosto 1269. Anche dopo la vittoria re Carlo preferì lasciare nel castello e nel vicino casale una folta guarnigione di soldati pronti a intervenire in caso di nuove rivolte; nel 1272 re Carlo, con un nuovo decreto, concesse anzi alle famiglie dei soldati provenzali di raggiungere Crepacuore.
Ben presto però i soldati e i loro familiari abbandonarono definitivamente la piazzaforte e, secondo certe ipotesi, fondarono i due nuclei abitati di Celle San Vito e Faeto dando così origine alla minoranza francoprovenzale in Puglia (secondo altri, tale minoranza avrebbe invece origini valdesi). Inoltre, terminate le Crociate dopo la resa di San Giovanni d'Acri nel 1291, la fortezza perse molte delle sue antiche funzioni e progressivamente decadde. Il devastante terremoto del 1456 dovette causare gravi danni strutturali all'edificio; tuttavia nel 1461, durante la guerra angioino-aragonese, il barone Giovanni d'Angiò e il suo seguito, scacciati da Orsara dalle truppe aragonesi, tentarono di asserragliarsi tra le rovine di Crepacuore ma non riuscirono nel loro intento: catturati dai nemici poco prima di giungere a destinazione, furono trucidati senza pietà; da quel momento l'alta valle del Sannoro (un torrente affluente del Cervaro) prese il nome di Lago di sangue. L'anno successivo, a seguito della disfatta nella battaglia di Troia del 18 agosto 1462, gli Angioini persero definitivamente il controllo del regno.
Lo storico Nicola Flammia nel XIX secolo evidenziava che erano ancora visibili i ruderi dell'antico castello, rimarcando però che esso veniva ormai chiamato Castellone o Castiglione e non più Crepacuore.